# Rinat Ibragimow
Rinat Chisauły Ibragimow (kaz. Ринат Хисаұлы Ибрагимов, trl. Rinat Hisau̇ly Ibragimov; ur. 7 maja 1986) – kazachski judoka. Dwukrotny olimpijczyk. Zajął trzynaste miejsce w Pekinie 2008 i szesnaste w Londynie 2012. Walczył w wadze lekkiej.
Zajął piąte miejsce na mistrzostwach świata w 2009 i 2011; uczestnik zawodów w 2007, 2010 i 2014. Startował w Pucharze Świata w latach 2006, 2008–2011 i 2015. Srebrny medalista mistrzostw Azji w 2008 roku.

## Letnie Igrzyska Olimpijskie 2008
| Konkurencja | Eliminacje           | Repasaże               | Klas. końcowa |
| Konkurencja | Przeciwnik I         | Przeciwnik I           | Miejsce       |
| ----------- | -------------------- | ---------------------- | ------------- |
| 73 kg       | Wang Ki-chun (KOR) P | Shokir Muminov (UZB) P | 13.           |

## Letnie Igrzyska Olimpijskie 2012
| Konkurencja | Eliminacje           | Klas. końcowa |
| Konkurencja | Przeciwnik I         | Miejsce       |
| ----------- | -------------------- | ------------- |
| 73 kg       | Wang Ki-chun (KOR) P | 16.           |